# Кузнецов Іван Миколайович
Кузнецов Іван Миколайович — російський актор. Заслужений артист Росії (1965).

## З життєпису
Народився 7 червня 1909 р. Помер 23 серпня 1976 р. Закінчив Ленінградський інститут сценічних мистецтв.
Знявся в українських стрічках: «Танкер „Дербент“» (1940, Гусейн), «Тривожна молодість» (1954, Полевой), «Мрії здійснюються» (1960, Аламбеков); та Максим Перепелиця (1955, голова колгоспу), Зрада (1967, Семенов).